# Ribeira (Galiza)

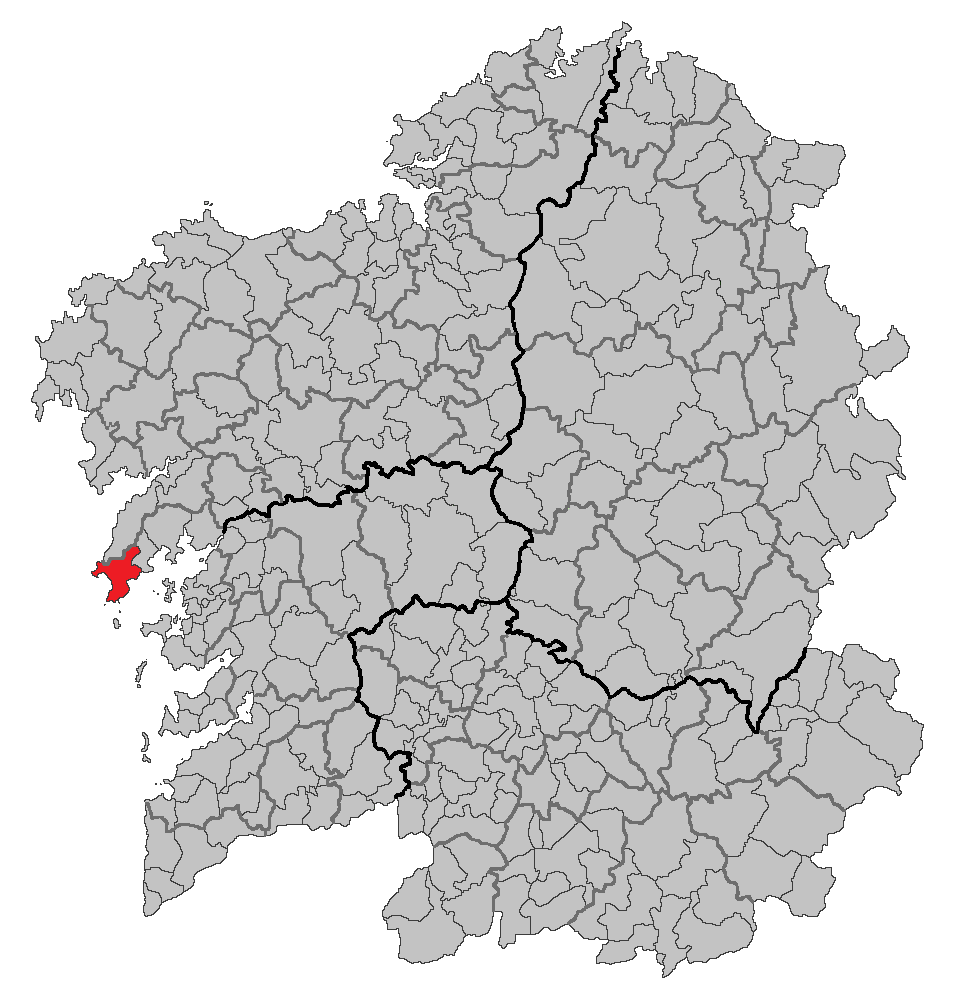
Localização de Ribeira (Espanha)

Ribeira é um município da Espanha na província da Corunha, comunidade autónoma da Galiza, de área 69 km² com população de 27 181 habitantes (2007) e densidade populacional de 384,73 hab/km².

## Demografia
| Variação demográfica do município entre 1991 e 2004 | Variação demográfica do município entre 1991 e 2004 | Variação demográfica do município entre 1991 e 2004 | Variação demográfica do município entre 1991 e 2004 |
| --------------------------------------------------- | --------------------------------------------------- | --------------------------------------------------- | --------------------------------------------------- |
| 1991                                                | 1996                                                | 2001                                                | 2004                                                |
| 25285                                               | 26572                                               | 26086                                               | 26623                                               |